# 名古屋レディースR.F.C
名古屋レディースR.F.C（なごやレディース ラグビーフットボールクラブ）は、愛知県名古屋市を本拠地とする1987年創立の女子ラグビーチーム。

## 来歴
下記のとおり、ブラザー工業（本社：愛知県名古屋市）の女子スポーツ活動をルーツとしている。現在はブラザー工業との関係はない。
1983年（昭和58年）、日本初の女子ラグビー3チーム、世田谷レディース（現・世田谷区ラグビースクール）、松阪レディース、ブラザー工業レディースが発足した。
ブラザー工業レディースは、ブラザー工業ハンドボール部を中心に発足したチームである。社外の部員も加わるようになり、クラブチームとして活動を始めた。
1987年（昭和62年）、ブラザー工業レディースは「名古屋レディース ラグビーフットボールクラブ（R.F.C）」として創立した。
1988年（昭和63年）4月、日本女子ラグビーフットボール連盟が発足。11月3日に「第1回女子ラグビー交流大会」が開催された。
1991年（平成3年）4月、ウェールズで第1回女子ラグビーワールドカップ開催。女子日本代表として最初の国際試合となり、名古屋レディースからは玉置文子、高田(木村)郁代が出場した。
2012年（平成24年）開催の「第25回女子ラグビー交流大会」で、名古屋レディースR.F.Cが日本体育大学ラグビー部女子を32-7で下して優勝した。
2023年（令和5年）9月3日、パロマ瑞穂ラグビー場（愛知県名古屋市）で「女子ラグビー40周年」の記念イベントを開催。
女子ラグビーチームの草分けであるが、近年は人数が揃わず、全国規模の大会にはエントリーしていない。

## 主な戦績
- 第25回女子ラグビー交流大会（2012）：優勝
- 太陽生命ウィメンズセブンズシリーズ：2014, 2015, 2016, 2017出場

## 在籍選手
公式サイトを参照。